# Guerra svedese-norvegese
La guerra svedese-norvegese del 1814, anche nota come campagna contro la Norvegia (in lingua norvegese Det norske felttoget; in lingua svedese Fälttåget mot Norge), venne combattuta fra Svezia e Norvegia nell'estate del 1814. La guerra si concluse con l'ingresso della Norvegia in una unione con la Svezia, ma con una propria Costituzione ed un proprio Parlamento. Fu l'ultima guerra che sia stata combattuta dalla Svezia fino ad oggi.

## Antefatti
Con il Trattato di Kiel (gennaio 1814) il re di Danimarca-Norvegia dovette cedere la Norvegia al re di Svezia, a causa della precedente alleanza di Danimarca-Norvegia con il Primo Impero francese, durante l'ultima fase delle guerre napoleoniche. Questo trattato non fu comunque accettato dai norvegesi. il principe Cristiano Federico, erede presunto di Danimarca e viceré di Norvegia, si mise a capo di un'insurrezione e chiese un'assemblea costituzionale. Questa adottò la costituzione liberale del 17 maggio ed elesse Cristiano Federico re di una Norvegia indipendente. Come capo del nuovo stato, questi tentò disperatamente di ottenere l'appoggio del Regno Unito per mantenere l'indipendenza. Ma la diplomazia degli alleati non gli diede alcuna speranza di sostegno esterno.

## La guerra
L'esercito norvegese radunò 30 000 uomini e li schierò a distanza dal confine con la Svezia, nel timore di essere sopraffatto. la maggior parte della modesta marina norvegese era di stanza presso le isole di Hvaler, vicino alla Svezia.
L'esercito svedese era composto da 45 000 uomini, soldati esperti e ben equipaggiati. La marina svedese possedeva un discreto numero di navi di grandi dimensioni e una buona capacità di movimento e di sbarco delle truppe.
Le ostilità vennero aperte il 26 luglio con un rapido attacco navale svedese contro le cannoniere norvegesi a Hvaler. Le navi norvegesi riuscirono a fuggire, ma non presero più parte al resto della guerra. La spinta principale svedese avvenne attraverso la frontiera di Halden, superando e circondando la fortezza di Fredriksten e poi proseguendo verso nord, mentre una seconda forza di 6 000 uomini sbarcarono a Kråkerøy fuori da Fredrikstad. Questa città si arrese il giorno successivo. Questo fu l'inizio di un movimento a tenaglia intorno alla parte principale dell'esercito norvegese a Rakkestad. L'esercito norvegese lanciò diversi colpi offensivi agli svedesi, praticando così una pressione sugli svedesi affinché accettassero la Norvegia come nazione sovrana e l'apertura di negoziati. Mentre la guerra gravava sulle finanze norvegesi e ogni giorno di ritardo nel garantire l'indipendenza dagli svedesi portava incertezza sul risultato, entrambe le parti erano interessate ad una rapida fine della guerra.
I negoziati iniziarono a Moss il 10 agosto 1814, e dopo alcuni giorni di difficili trattative, un accordo di cessate il fuoco, chiamato Convenzione di Moss, venne firmato il 14 agosto 1814.

## Conseguenze
Re Cristiano VIII di Norvegia fu costretto ad abdicare, ma la Norvegia rimase nominalmente indipendente all'interno di un'unione con la Svezia, sotto il re svedese. La sua costituzione venne accolta con le uniche modifiche necessarie per permetterle di entrare nell'Unione, ed i due regni uniti mantennero istituzioni separate, tranne che per il Re e per la diplomazia.